# 치바 레이코
치바 레이코(千葉麗子, 1975년 1월 8일 ~ )는 일본의 배우, 성우, 아이돌, DJ이다.
1991년에 오로라 5인 아가씨라는 아이돌로 데뷔하였고, 1992년에는 공룡전대 주레인저에 출연하여 스타에 올랐다. 1994년에 닌자전대 카쿠레인저에 레이카(麗花)로 재등장하였다. 1995년에 은퇴한 뒤, 게임 회사 직장인으로 근무하다가 컴퓨터 소프트웨어 회사를 창업, 이후엔 요가 강사로 전업하기도 했으며, 시민 운동가로도 활동 중이다.

## 논란
한국을 혐오하는 듯한 혐한 서적을 출판하거나 전범기인 욱일기 옷을 입는 등의 논란이 있었으며, 이집트 출신 탤런트에게 막말을 하기도 했었다.